# Billy Simpson
Billy Simpson (Yakarta; 17 de julio de 1987) es un cantante, compositor, productor y multinstrumentista indonesio. Ganador de la primera temporada de The Voice Indonesia.

## Biografía
Simpson nació en Yakarta, sus padres no tenían interés ni antecedentes por la música a lo largo de sus primeros años de su infancia, su exposición en la música era por tanto, relativamente limitado. De hecho, la exposición más cercana en la música que tenía, fue cuando era niño tras ver películas de Disney.
Al estar animado por su hermana, el primer encuentro de Simpson  con la música, ocurrió cuando empezó a tocar el bajo en una iglesia a la edad de 13. Unos años después, se trasladó a Melbourne, Australia, para proseguir sus estudios universitarios. Allí comenzó a descubrir su amor por la música a través de su participación en diversos eventos musicales organizados por estudiantes indonesios. Aparte de su participación en la música, Simpson también actuó en Kado Kendo, una película iniciada por un alumno de cinematografía en Melbourne en 2007.

## Carrera
Después de completar sus estudios en Ciencias Económicas y Empresariales en Melbourne, Simpson regresó a su país natal. Se le preguntó si podía unirse y convertirse en uno de los vocalistas de una banda llamada VoZ, para grabar un álbum titulado "Putus Cinta", ante los integrantes dispersos, continuó su camino por separado. Luego continuó con su carrera musical, tocando en bodas y una variedad de eventos. Aparte de esos, Simpson escribió y compuso sus propios temas musicales, fundó su propio estudio de música en su hogar y también tuvo creatividad para profucir sus propios videos musicales. También su estudio de producción, ha sido visitada regularmente por otros famosos cantantes, bandas y empresas, para que Simpson se los profujiera. 

## Discografía

### Álbumes
- 2013: Lukisanku[2][3][4][5][6][7][8][9][10][11][12][13][14][15][16]

Todas las canciones escritas y compuestas por Billy Simpson, con excepción de las señaladas.. 
|       | |          |  |  |  |  |  |  |  |  |
| N.º   | Título | Duración |  |  |  |  |  |  |  |  |
| 1.    | «Sabarlah» | 3:33     |  |  |  |  |  |  |  |  |
| 2.    | «Janjimu Itu» | 3:39     |  |  |  |  |  |  |  |  |
| 3.    | «Dekat Hati (lyrics by Billy Simpson, music by Billy Simpson and Andre Hermanto»                                       | 3:51     |  |  |  |  |  |  |  |  |
| 4.    | «Tak Kusangka» | 3:31     |  |  |  |  |  |  |  |  |
| 5.    | «Kamu (lyrics and music by Billy Simpson & Bian)»                                                                      | 4:40     |  |  |  |  |  |  |  |  |
| 6.    | «Aku Menyesal (lyrics by Billy Simpson, music by Giring Ganesha of band Nidji, Ariel of band Nidji and Billy Simpson)» | 4:38     |  |  |  |  |  |  |  |  |
| 7.    | «Jembatan Pengharapan»                                                                                                 | 4:02     |  |  |  |  |  |  |  |  |
| 8.    | «Indah Hidup Ini (lyrics by Billy Simpson, music by Billy Simpson and Lucky Barus)»                                    | 4:25     |  |  |  |  |  |  |  |  |
| 9.    | «Cerita Mentari» | 5:03     |  |  |  |  |  |  |  |  |
| 10.   | «Lukisanku (lyrics by Billy Simpson, music by Giring Ganesha of band Nidji, Ariel of band Nidji and Billy Simpson)»    | 3:33     |  |  |  |  |  |  |  |  |
| 41:00 | |          |  |  |  |  |  |  |  |  |

- 2014: Christmas with Billy Simpson

### Single
- 2010: "The Best Is What I Will Get"[17]
- 2013: "Jembatan Pengharapan"[18] "Sabarlah"[19]
- 2014: "Janjimu Itu" [20][21][22][23][24][25]
- 2014: "Storyline"
- 2016: "Envy You"
- 2017: "Sendiri"
- 2018: "I Need Love feat Rayi “RAN”"

## Filmografía
- 2007: Kado Kendo - (Melbourne, Australia)